# Dąbrowa (Tomaszów Mazowiecki)
Pour les articles homonymes, voir Dąbrowa.
Dąbrowa est une localité polonaise de la gmina et du powiat de Tomaszów Mazowiecki en voïvodie de Łódź.